# كهف هوتو
کهف هوتو (بالفارسية غار هوتو) هو اسم كهف بالقرب من بهشهر مازندران (محافظة) الذي يقع في قرية توریجان شهید آباد يحتوي هذا الكهف على أثر تاريخي تاريخي وتم العثور على آثار مهمة حول حياة البشر الأوائل فيه. يقع هذا الكهف عند سفح جبل البرز وإلى الغرب وفي بداية مدخل مدينة بهشهر وعلى مسافة خمسين متراً من زوجها، الكهف الحزامى وله مدخلين على ارتفاعين مختلفين وفتحة تهوية في السطح.
من خلال تجميع أجزاء من جماجم وجدت من ثلاثة بشر يعود تاريخها إلى حوالي 10000 سنة، طور العلماء نموذجًا لجماجمهم. يختلف شكل الهياكل العظمية الموجودة في هذا الكهف عن الهياكل العظمية للبشر الذين يعيشون في نفس الوقت ويعيشون في نفس الوقت وهو مشابه جدًا لجماجم البشر المعاصرين. لذلك، «البشر الهوتو» هو أحد النتائج المهمة التي توصل إليها العلماء والتي كان لها تأثير مهم على وجهة نظر علماء الأنثروبولوجيا حول كيفية تطور الجنس البشري اليوم. يعزو العلماء الجماجم إلى الأجيال الأولى من البشر المعاصرين، والتي تكاد تكون سليمة تمامًا.
أهم القطع الأثرية الموجودة في الكهف تشمل شفرات من الصوان وحجر البحر وعظم الغزلان تسمى ««لاجازلاسرب جوتروزا»»، بالإضافة إلى الهياكل العظمية لثلاثة أشخاص تم العثور عليهم في كهف الحزام، الذين عاشوا على الأرجح في 75000 قبل الميلاد. بعد فحص أبحاث الخبراء الآخرين بعناية، خلص السيد كارليستون إلى أنه في العصر الحجري الوسيط، قضى سكان الكهوف حياتهم في صيد الحيوانات مثل الغزلان والماعز والأغنام والماعز البري. بحيث تمكنوا في العصر الحجري الحديث من تدجين الحيوانات مثل الماعز والأغنام وحتى الانخراط في الزراعة. بشكل عام، فإن القطع الأثرية الموجودة في الكهوف وكهوف الهوتو مكملة.

## أهمية الكهف
يشتهر هذا الكهف والحزام الكهفي بالعالم باكتشاف الهياكل العظمية البشرية التي يبلغ عمرها حوالي عشرة آلاف عام. إن أهمية الكهف والقطع الأثرية المكتشفة فيه كبيرة جدًا لدرجة أنه في بعض الحالات يتم ذكر الكهف كمنجم ذهب من قبل علماء الأنثروبولوجيا. أهم هذه الاكتشافات، والمعروفة باسم بشر هوتو. تتكون الهياكل العظمية الثلاثة من الهياكل العظمية للذكر والأنثى البالغين وكذلك الهياكل العظمية لامرأة شابة. توجد صور الاكتشاف، التي تم إجراؤها في عام 1951 تحت إشراف البروفيسور كارلتون ستيفنز كون، الأستاذ في جامعة بنسيلفانيا، في أرشيفات متحف علم الآثار والأنثروبولوجيا بجامعة بنسلفانيا.